# Aldona
Aldona is een census town in het district Noord-Goa van de Indiase staat Goa. 

## Demografie
Volgens de Indiase volkstelling van 2001 wonen er 6320 mensen in Aldona, waarvan 46% mannelijk en 54% vrouwelijk is. De plaats heeft een alfabetiseringsgraad van 79%. 